# Help You Fly
Chansons représentant la Biélorussie au Concours Eurovision de la chanson
Time
(2015) Historyja majho žyccia
(2017)
Help You Fly (en français « T'aider à voler ») est la chanson de Alexander Ivanov qui représente la Biélorussie au Concours Eurovision de la chanson 2016 à Stockholm.
Le 12 mai 2016, lors de la 2de demi-finale , elle termine à la 12e place avec 84 points et par conséquent n'est pas qualifiée pour la finale.